# Slave to the Grind (canción)
Slave to the Grind (en español: Esclavo de la Rutina) es una canción de la banda de heavy metal estadounidense Skid Row y fue el segundo sencillo del segundo álbum de la banda lanzado en 1991.
Tras la confirmación en Monkey Business de que la banda había abandonado su sonido de tintes glam metal, este segundo sencillo fue la ratificación del endurecimiento del sonido de la banda. Fue escrita por Sebastian Bach, Rachel Bolan y Dave Sabo. El sencillo alcanzaría alta rotación de su videoclip en MTV, pero a diferencia de todos sus predecesores, no alcanzó a entrar en las listas estadounidenses.
Llegó al #43 en el UK Singles Chart.
Se encuentra en el puesto número 18 de la lista de las 40 canciones más grandiosas del metal del canal VH1. En 2011 la banda de hard rock estadounidense Halestorm realizó una versión de la canción que fue incluida en su EP "ReAniMate: The CoVeRs eP.

## Lista de canciones
1. «Slave to the Grind»
2. «Creepshow»
3. «C'Mon And Love Me» (versión de Kiss)
4. «Beggar's Day»

- Datos: Q4353941